# Trojany, Masovian Voivodeship
Trojany [trɔjanɨ] là một ngôi làng ở huyện hành chính Gmina Dąbrówka, trong Wołomin County, Masovian Voivodeship, ở phía đông-miền trung Ba Lan. Nó nằm khoảng 15 km (9 dặm) về phía đông bắc Wołomin và 36 km (22 dặm) về phía đông bắc Warsaw.
Làng này có dân số là 490.